# Dalen Terry
Dalen Lee Terry (Phoenix, 12 luglio 2002) è un cestista statunitense, professionista nella NBA con i Chicago Bulls.

## Carriera
Dopo aver trascorso due stagioni con gli Arizona Wildcats, nel 2022 si dichiara per il Draft NBA, venendo selezionato con la diciottesima scelta assoluta dai Chicago Bulls.

## Statistiche

### NCAA
| Anno      | Squadra          | PG | PT | MP   | TC%  | 3P%  | TL%  | RP  | AP  | PRP | SP  | PP  |
| --------- | ---------------- | -- | -- | ---- | ---- | ---- | ---- | --- | --- | --- | --- | --- |
| 2020-2021 | Arizona Wildcats | 26 | 14 | 20,8 | 41,5 | 32,6 | 61,4 | 3,2 | 1,5 | 0,7 | 0,4 | 4,6 |
| 2021-2022 | Arizona Wildcats | 37 | 37 | 27,8 | 50,2 | 36,4 | 73,6 | 4,8 | 3,9 | 1,2 | 0,3 | 8,0 |
| Carriera  | Carriera         | 63 | 51 | 24,9 | 47,7 | 35,0 | 68,0 | 4,2 | 2,9 | 1,0 | 0,3 | 6,6 |

#### Massimi in carriera
- Massimo di punti: 17 vs Houston (24 marzo 2022)[4]
- Massimo di rimbalzi: 12 vs Washington State (10 febbraio 2022)
- Massimo di assist: 8 vs Washington (3 gennaio 2022)
- Massimo di palle rubate: 5 (2 volte)
- Massimo di stoppate: 3 (2 volte)
- Massimo di minuti giocati: 42 vs Texas Christian (20 marzo 2022)

### NBA

#### Regular Season
| Anno      | Squadra       | PG  | PT | MP   | TC%  | 3P%  | TL%  | RP  | AP  | PRP | SP  | PP  |
| --------- | ------------- | --- | -- | ---- | ---- | ---- | ---- | --- | --- | --- | --- | --- |
| 2022-2023 | Chicago Bulls | 38  | 0  | 5,6  | 44,4 | 25,9 | 66,7 | 1,0 | 0,6 | 0,3 | 0,1 | 2,2 |
| 2023-2024 | Chicago Bulls | 59  | 2  | 11,5 | 43,9 | 23,0 | 58,1 | 1,9 | 1,4 | 0,5 | 0,3 | 3,1 |
| 2024-2025 | Chicago Bulls | 73  | 5  | 13,5 | 44,8 | 35,6 | 71,0 | 1,7 | 1,3 | 0,6 | 0,2 | 4,5 |
| Carriera  | Carriera      | 170 | 7  | 11,1 | 44,5 | 29,8 | 66,2 | 1,6 | 1,2 | 0,5 | 0,2 | 3,5 |

#### Massimi in carriera
- Massimo di punti: 13 vs Milwaukee Bucks (16 febbraio 2023)[5]
- Massimo di rimbalzi: 7 vs Milwaukee Bucks (16 febbraio 2023)
- Massimo di assist: 6 vs Milwaukee Bucks (16 febbraio 2023)
- Massimo di palle rubate: 3 vs Detroit Pistons (9 aprile 2023)
- Massimo di stoppate: 1 (5 volte)
- Massimo di minuti giocati: 27 vs Milwaukee Bucks (16 febbraio 2023)

### G League
| Anno      | Squadra          | PG | PT | MP   | TC%  | 3P%  | TL%  | RP  | AP  | PRP | SP  | PP   |
| --------- | ---------------- | -- | -- | ---- | ---- | ---- | ---- | --- | --- | --- | --- | ---- |
| 2022-2023 | Windy City Bulls | 13 | 13 | 31,1 | 47,1 | 40,0 | 84,6 | 7,0 | 4,5 | 1,4 | 0,6 | 14,4 |
| 2023-2024 | Windy City Bulls | 4  | 4  | 26,2 | 51,1 | 47,4 | 50,0 | 3,5 | 5,5 | 1,8 | 0,8 | 16,0 |
| Carriera  | Carriera         | 17 | 17 | 29,9 | 48,1 | 42,4 | 76,5 | 6,2 | 4,8 | 1,5 | 0,7 | 14,8 |